# Stor-Finland
Stor-Finland (finsk: Suur-Suomi) var en tanke, som eksisterede i en del højreorienterede miljøer i Finland før og under anden verdenskrig. Blandt organisationer, der gik ind for tanken, var Det akademiske Karelen-selskapet, som blandt andre havde den senere finske præsident Urho Kekkonen som medlem. Tanken om et Stor-Finland var et finsk udtryk for den nationalisme, som var ganske udbredt i Europa før anden verdenskrig.
Tanken var at samle de folk, som angivelig havde en kulturel nærhed til finsk folk og kultur, og de mest yderliggående tilhængere inkluderede foruden de områder, som da var finske, også Østkarelen, Estland, Ingermanland, Finnmark og dele af Tornedalen. Grænser kunne også gå ved Hvidehavet, Onega, Svir og Neva. Lidt mere moderate kræfter foreslog grænsedragning ved Sestra til Den Finske Bugt.
Tanken om et Stor-Finland stod stærkt i tiden efter den finske uafhængighed i 1917, men blev i hovedsagen forladt efter nederlaget i Fortsættelseskrigen i 1944. Den finske fremrykning under Fortsættelseskrigen var indenfor Stor-Finlands rammer.